# یوهان یاکوب هکل
یوهان یاکوب هکل (آلمانی: Johann Jakob Heckel؛ ۲۳ ژانویهٔ ۱۷۹۰ – ۱۲ مارس ۱۸۵۷) یک زیست‌شناس، جانورشناس، آبزی‌شناس و تاکسیدرمیست اهل اتریش بود. ماهی دم‌شمشیری سبز توسط او توصیف علمی گردید.